# Piper Logan
Piper Logan (13 de julho de 2001) é uma jogadora de rugby sevens canadense.

## Carreira
Logan foi nomeada para o time de sevens do Canadá e competiu nos Jogos da Commonwealth de 2022 em Birmingham. Seu time perdeu para a Nova Zelândia na disputa pela medalha de bronze e terminou em quarto lugar. Ela foi nomeada para o time dos sonhos do torneio para os sete melhores jogadores do evento.
Ela também representou o Canadá na Copa do Mundo de Rúgbi Sevens na Cidade do Cabo. Eles ficaram em sexto lugar na classificação geral após perderem para Fiji na final do quinto lugar.
Logan fez parte do time canadense que ganhou a medalha de prata nos Jogos Pan-Americanos de 2023 em Santiago, Chile, marcando os dois tries de sua equipe na derrota por 12 a 19 para os EUA na final.
Ela foi escolhida para as Olimpíadas de Verão de 2024 em Paris, França. A equipe ganhou uma medalha de prata, vindo de 0-12 atrás para derrotar a Austrália por 21-12 nas semifinais, antes de perder a final para a Nova Zelândia.